# Větřní
Větřní település Csehországban, a Český Krumlov-i járásban. Větřní Malšín, Kájov, Rožmitál na Šumavě, Český Krumlov, Bohdalovice és Přídolí, Czech Republic településekkel határos. Lakosainak száma 3821 fő (2024. január 1.).

## Népesség
A település lakosságának változását az alábbi diagram mutatja:
| Lakosok száma | 1299 | 1398 | 2572 | 2462 | 3276 | 3776 | 3952 | 3882 | 3758 | 3821 |
|               | 1869 | 1890 | 1921 | 1950 | 1980 | 2001 | 2017 | 2019 | 2022 | 2024 |